# Лясоцин (Люблінське воєводство)
Лясоцин (пол. Lasocin) — село в Польщі, у гміні Рики Рицького повіту Люблінського воєводства.
Населення — 247 осіб (2011).

## Демографія
Демографічна структура станом на 31 березня 2011 року:
|          | Загалом | Допрацездатний вік | Працездатний вік | Постпрацездатний вік |
| -------- | ------- | ------------------ | ---------------- | -------------------- |
| Чоловіки | 130     | 36                 | 83               | 11                   |
| Жінки    | 117     | 24                 | 72               | 21                   |
| Разом    | 247     | 60                 | 155              | 32                   |